# Neolític al Pla de Barcelona
Les diverses intervencions arqueològiques al Pla de Barcelona, i en concret, al districte de Ciutat Vella, han permès conèixer millor les característiques de les primeres comunitats agrícoles - ramaderes que es van instal·lar a la zona. Diverses troballes realitzades des de finals del segle xix, ja estaven indicant que aquestes comunitats s'havien establert d'una manera o altra a l'indret.

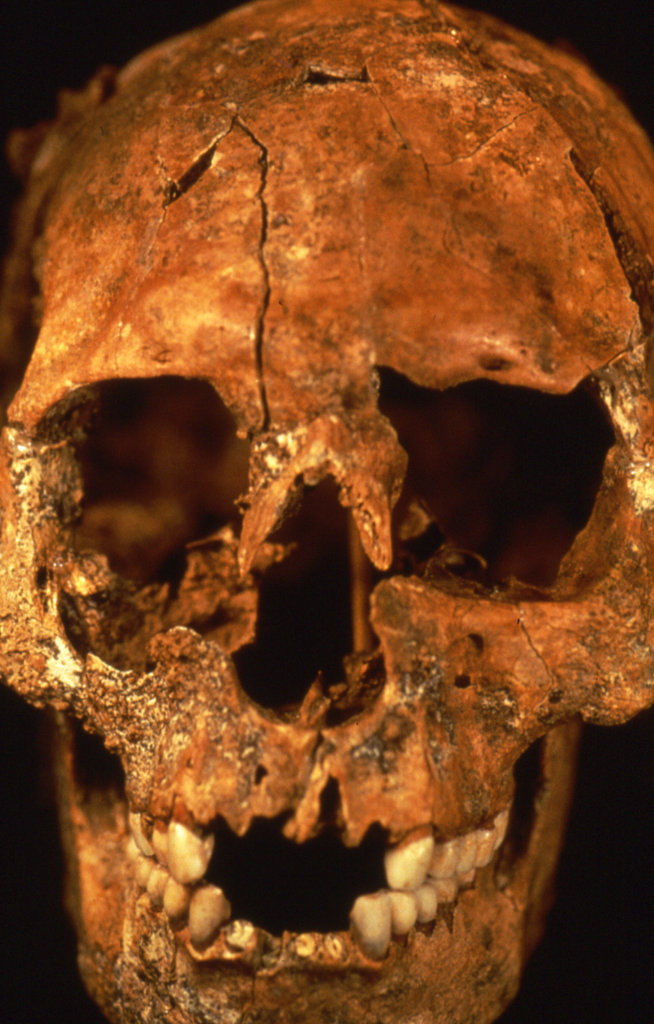
Crani neolític. Caserna Sant Pau, 1990

## Primeres descobertes
L'any 1882 en E. Canivell publicà a la revista L'Avenç una nota sobre l'existència d'un dolmen a Montjuïc a l'alçada de mitja muntanya i al peu de la carretera del castell, fet amb blocs de conglomerat, que malauradament no ha arribat als nostres dies, per la qual cosa no s'ha pogut mai confirmar.
També ha estat considerada per molts estudiosos la possibilitat que el nom Camp de l'Arpa (Sant Martí de Provençals) fou un topònim derivat de la paraula Arca, amb el qual es designava en èpoques anteriors les construccions megalítiques.
Això no obstant, al llarg de tot el segle XX es va anar produint troballes molt més consistents sobre les primeres comunitats neolítiques que poblaren el Pla. Així, l'any 1917, durant les obres en una casa del carrer Muntaner cantonada amb el carrer Copèrnic (Turó de Monterols) es va localitzar una tomba construïda amb lloses planes, de 70 a 80 cm de llarg per 60 cm d'ample, les quals dibuixaven un receptacle funerari a modus de cista. Al seu interior es van recollir diverses restes òssies i dues fulles de sílex. Aquest enterrament posteriorment va ser datat dins dels Sepulcres de fossa per diversos estudiosos, amb una antiguitat de 2500 a 3000 a. J.C.
En altres indrets les troballes no van ser tan espectaculars i en molts casos es tractava de restes materials descontextualitzades: troballa de destral a la Travessera de Gràcia cantonada amb Aribau, que donada la seva proximitat amb la sepultura del carrer Muntaner, es va relacionar amb aquesta; dues destrals al barri del Guinardó, al jardí de l'escola 26 de Gener; al carrer Jordi Girona, entre els carrers Alfambra i Amorabieta, el senyor Llibert Piera va informar de la troballa d'una destral a uns dos metres de fondària del sòl actual.
En altres casos es tractava d'eines de sílex descontextualitzades de les quals no es podien adscriure a una cronologia concreta. Seria el cas dels sílexs localitzats al passeig Reina Elisenda de Montcada, darrere l'església de Sant Vicenç de Sarrià o a la zona arqueològica de la Sagrera. En altres ocasions es van localitzar vasos ceràmics com es va produir al barri de les Corts i a la Torrassa amb la construcció de refugis durant la Guerra Civil, i fins i tot a la zona de Sant Andreu on també es van documentar restes lítiques.
Els testimonis d'aquestes ocupacions prehistòriques arriben també a la zona del Mont Tàber. Concretament durant les excavacions (anys 60 – 70) del baptisteri de la basílica paleocristiana es va practicar una cala des de l'interior de la catedral, en la qual es van recuperar una destral i una punta de sílex per sota dels estrats històrics. Un cas molt semblant van ser les restes localitzades a l'excavació de la Plaça del Rei fetes per A. Duran i Sanpere els anys 30 i 40. Aquí es van localitzar una eina de jaspi i fragments de ceràmica a mà que es van atribuir al Neolític. El més interessant d'aquestes dues darreres troballes, és que per primera vegada es disposava d'una seqüència estratigràfica que permetia establir una primera cronologia.

## Últims descobriments
En els darrers 25 anys del segle xx, el coneixement d'aquest període ha sofert un canvi quantitatiu i qualitatiu. Les noves lleis de gestió del patrimoni juntament amb les grans transformacions urbanes van comportar un desenvolupament de la tasca arqueològica a la ciutat, i molt específicament al districte de Ciutat Vella. D'aquesta manera s'ha pogut determinar, dins de contextos estratigràfics, restes neolítiques a diverses zones que, fins i tot, han permès establir una seqüència diacrònica d'aquestes comunitats. En l'actualitat podem establir clarament que les comunitats neolítiques es van assentar a la zona del Pla de Barcelona des dels inicis del Neolític Antic i que aquestes es van desenvolupar al llarg de tot el període.
Les restes més antigues se situarien a mitjans del VI mil·lenni i es van localitzar en dues zones diferents. La primera es tracta d'un àmbit pròpiament costaner com seria el jaciment localitzat al voltant de l'església de Sant Pau, que s'estendria cap al nord fins més enllà de la Rambla del Raval, i cap a l'est fins al carrer de Reina Amàlia. Els estudis geològics assenyalen l'existència d'una falca d'arenes marines als jardins de Sant Pau del Camp i de sediments detrítics d'origen lacustre o fluviolacustre amb un substrat de base que seria el tortorà. Aquests elements indicarien que aquesta zona va patir les variacions del nivell del mar durant l'Holocè, formant-se algun tipus de llacuna que evolucionaria cap a ambients lacustres amb gran influència de rieres i torrents. L'altra zona se situaria als estreps del Mont Tàber, tant al vessant sud-oest fins al carrer del Pi, com la nord-est, cap a la zona de l'avinguda Cambó. Aquí trobem un substrat geològic definit per les argiles amb nòduls carbonatats i tortorà. Els estudis mediambientals a la zona del Pla de Barcelona descriuen un medi on les rouredes mixtes haurien predominat fins al 7000 – 6500, per donar pas posteriorment a un major predomini de les alzines i la pineda cap al 4000 – 3500, com a conseqüència d'un clima cada cop més sec.

### Estructures

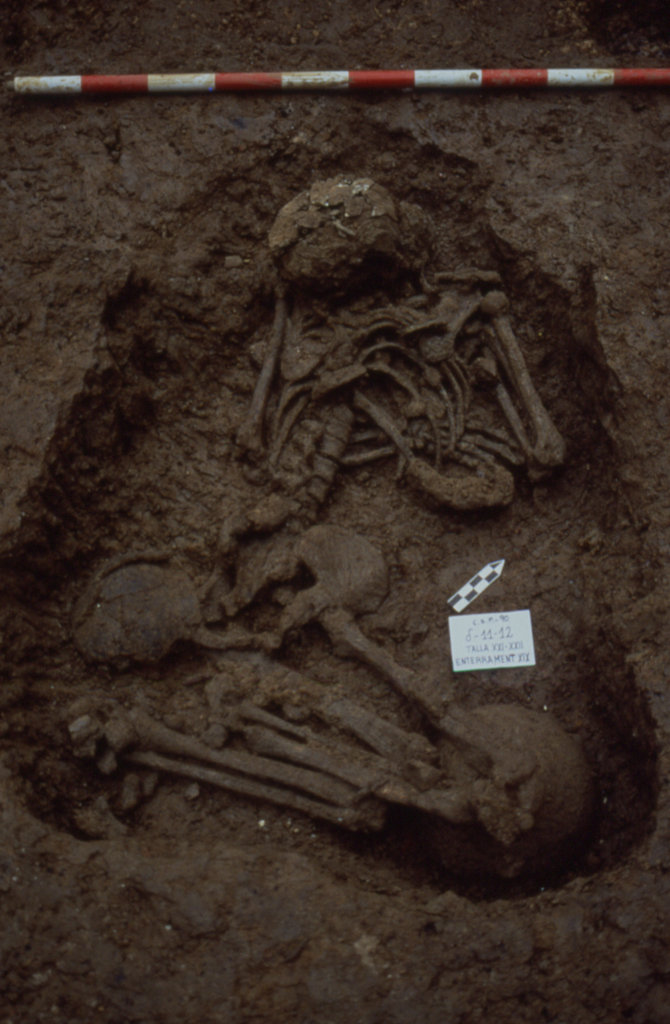
Enterrament neolític-Caserna Sant Pau, 1990

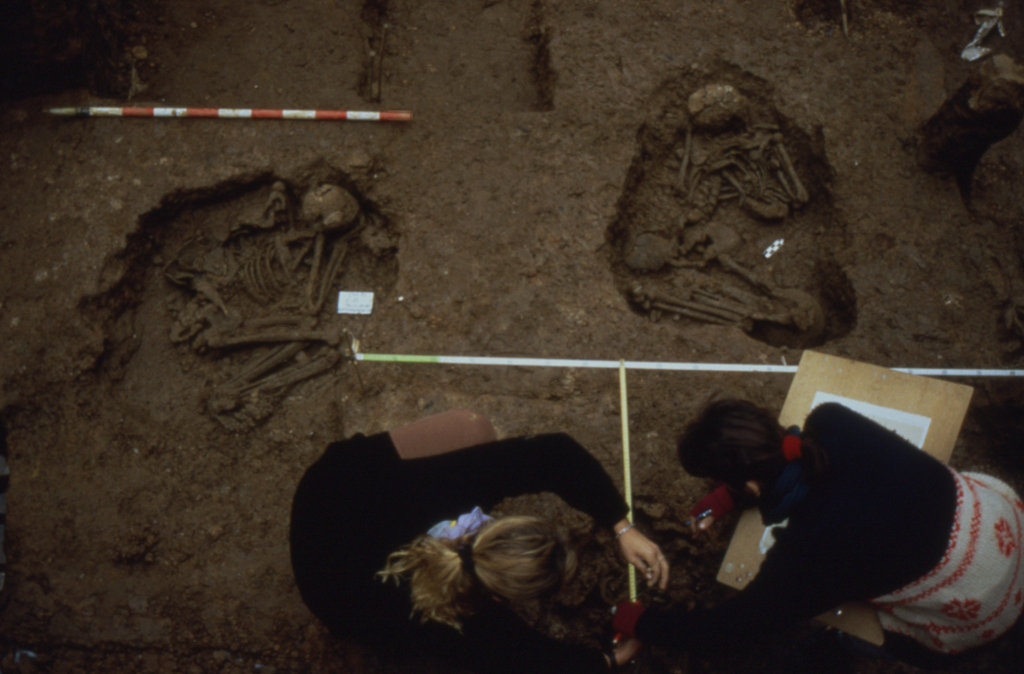
Enterraments neolític. Caserna Sant Pau, 1990

Pel que fa a les estructures que defineixen el tipus d'assentament en aquestes zones, podem assenyalar que no es donen moltes diferències en aquest moment inicial. Per un costat, a la zona de Sant Pau, es localitzen tant estructures de caràcter domèstic com poden ser les llars de combustió, les sitges, forats de pal i fins i tot fons de cabanes, com estructures de caràcter més ideològic o ritual: els enterraments. En canvi, en el cas de la segona zona, les restes estan relacionades amb enterraments i estructures d'emmagatzematge. Una diferència a remarcar, és la major antiguitat de la sepultura de Vila de Madrid que les datades a la rodalia de Sant Pau. Mentre la primera se situa dins del Neolític Cardial, a mitjans del VI mil·lenni, les altres es remeten a un Neolític Postcardial, entre finals del V i mitjans del IV mil·lenni. Això no obstant, en el darrer cas podem parlar d'un espai estructurat com a necròpoli enfront de l'enterrament aïllat de Vila de Madrid. Els enterraments documentats són inhumacions fetes amb foses excavades al subsòl, de les quals moltes vegades resulta difícil determinar la seva forma. L'individu va acompanyat normalment d'algun tipus d'aixovar (ceràmiques, indústria lítica, indústria òssia...). A partir de l'estudi antropològic (Caserna de Sant Pau) podem dir que la majoria dels enterraments corresponen a individus infantils, amb una mitjana d'estatura al voltant de l'1,60 i que existeix un dimorfisme sexual relacionat també amb els tipus de treballs realitzats. És remarcable la constatació de trepanacions en un crani masculí, les quals es relacionen més amb qüestions rituals que terapèutiques.

### Assentaments

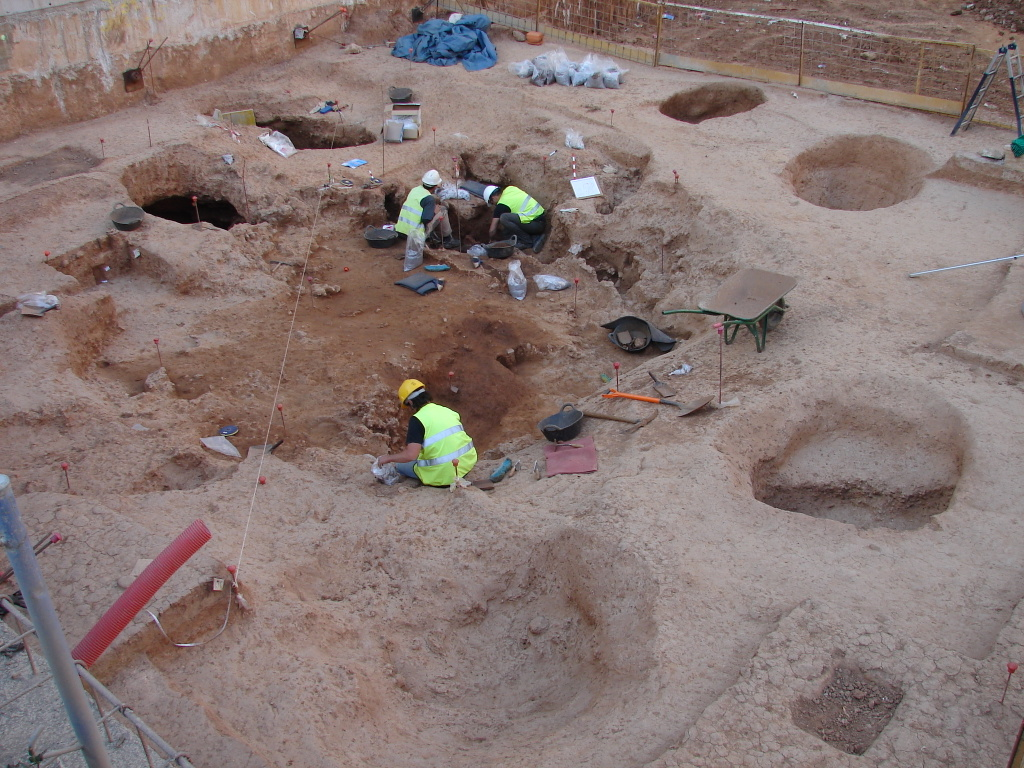
Fons de cabana a la intervenció als carrers Reina Amàlia, Lleialtat i Carretes, 2008.

Pel que fa al tipus d'assentament, les restes documentades assenyalen un tipus d'hàbitat perllongat en el temps. Són molt escasses les estructures identificades com a fons de cabanes (vegeu fitxa 041/08), però, en canvi, es pot parlar de possibles forats de pal, estructures de combustió i concentracions de materials, però sobretot d'estructures d'emmagatzematge, en moltes de les intervencions. La majoria de les estructures se situen en un moment avançat del Neolític Antic, concretament en un Epicardial o Postcardial (5000 – 4000). Les restes materials d'aquestes comunitats ens confirmen un ampli coneixement del medi pròxim. En primer lloc, les matèries primeres utilitzades en la indústria lítica, el jaspi, gres/chert i sílex es troben documentats a la muntanya de Montjuïc en afloracions de vetes, tal com es va poder determinar a partir d'una intervenció feta al Morrot de Montjuïc els anys 1988 i 1989. També s'ha pogut contrastar la utilització d'altre tipus de sílex i de matèries lítiques foranes que ens permet apuntar l'existència de xarxes d'intercanvi amb altres grups. Es tracta d'una indústria que presenta els paràmetres generals de les primeres societats agropastorals, en la qual encara hi ha un predomini dels esclats enfront de les làmines i laminetes, on les eines retocades són la majoria sobre esclats, però cada cop es fa més significativa la presència dels geomètrics i làmines retocades, amb un clar predomini d'aquestes cap al Neolític mitjà i final. Juntament amb aquest tipus d'eines es localitzen els molins de mà, els morters, els allisadors, les destrals i pesos de xarxa de pesca al llarg de tot el període. Això ens permet parlar d'una diversificació de les estratègies econòmiques. Aquests grups es dedicaven tant a un conreu incipient de cereals com de lleguminoses, com a l'explotació d'animals domèstics com serien els ovicàprids, els suids i els bòvids, sense deixar de banda les pràctiques cinegètiques. Un tret característic d'aquests assentaments és la presència en quantitats considerables de malacofauna d'origen marí, la qual en alguns casos s'ha determinat la seva recol·lecció antròpica, mentre que en altres es podria tractar d'acumulacions naturals. Això no obstant, aquestes restes juntament amb la presència de pesos de xarxa de pesca en diversos jaciments, tan de cronologia postcardial (Beates, Reina Amàlia 31 – 33) com del Neolític Final (Riereta, 37 – 37 bis, Reina Amàlia,16), ens permet apuntar dos aspectes interessants. Per un costat reafirmar el caire costaner d'aquests assentaments, i per l'altre l'explotació dels recursos marins.

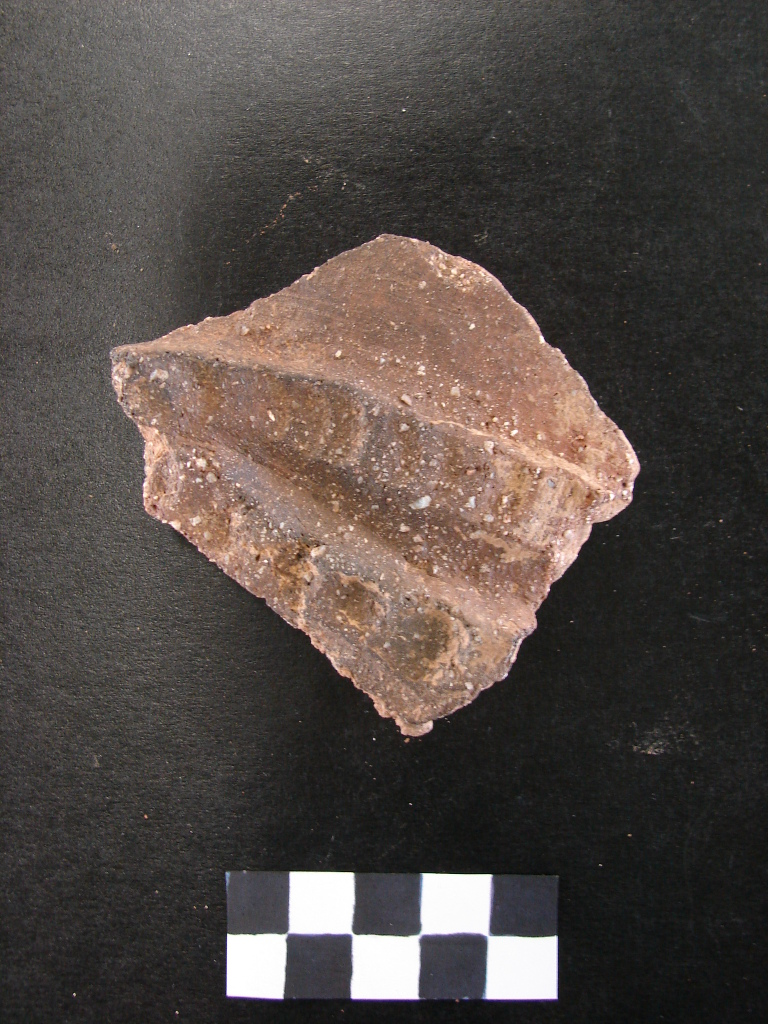
Cerámica Epicardial a la intervenció als carrers Reina Amàlia, Lleialtat i Carretes, 2008

Les restes ceràmiques documentades en aquest assentaments ens han permès establir una seqüència cronocultural que abasta des del Neolític Antic fins al Neolític Final. La fase més antiga estaria caracteritzada per vasos globulars amb decoracions d'impressions cardials i grans contenidors. Aquesta fase estaria datada al voltant del 5500 - 5200 aC. La segona fase, que correspon al grup més gran de ceràmiques seria l'anomenat Epicardial i Postcardial (5000 – 4000). En el primer trobem vasos globulars amb decoracions plàstiques a base de cordons llisos que es poden distribuir al llarg de les cares externes en sentit horitzontal, vertical, còncau o convex, o associats als elements de prensió (tipus bigotis). Una altra decoració documentada en aquests darrers moments del Neolític Antic són les impressions no cardials i el raspallat de les superfícies. Pel que fa a la fase Postcardial, el conjunt ceràmic presenta una major diversitat de formes i mides de vasos, també amb decoracions de cordons molt semblant a les ceràmiques dels grups Molinot i Montboló, però cal destacar l'aparició de vasos carenats que ja indiquen el pas cap al Neolític mitjà. Aquesta fase final del Neolític Antic es troba representada al pla de Barcelona per contextos funeraris. Seria el primer moment en el qual es pot parlar d'una estructuració de l'espai per ús cementirial. Un ús molt més desenvolupat durant el Neolític Mitjà a Catalunya amb la cultura dels Sepulcres de Fossa.

## Neolític Mitjà i Final
Si el Neolític Antic està cada cop més documentat dins del Pla de Barcelona, no passa el mateix amb les dues fases posteriors. Per un costat, del Neolític Mitjà poca cosa podem afegir a la sepultura en cista localitzada a principis del segle xix al carrer Muntaner, sinó són les sepultures en fossa, juntament amb unes estructures negatives, localitzada al carrer del Pi, 11 a finals del segle xx. En aquestes es va poder localitzar restes ceràmiques atribuïbles al grup Sepulcres de fossa (vasos carenats...). Pel que fa al Neolític Final, les estructures que s'han documentat estarien molt més relacionades amb l'àmbit domèstic o econòmic. Es tracta de retalls negatius, alguns d'elles identificats com a sitges, altres en canvi, no se'ls hi coneix una funcionalitat concreta; concentracions d'origen antròpic de blocs de pedres amb algunes restes de carbons o cendres, algunes de les quals es consideren que es podrien tractar d'elements fixadors de grans vasos ceràmics. Aquí les restes ceràmiques localitzades s'ha atribuït al grup Veraza, en el qual destaquen els vasos subesfèrics de mida considerable, amb decoracions de cordons i llengüetes, que en alguns casos van acompanyats de vasos de tradició més antiga, com són els vasos oberts o plats tan propis del Neolític Mitjà.